# Марс (тактический ракетный комплекс)
«Марс» (Индекс ГРАУ — 2К1, по классификации НАТО — FROG-2) — советский тактический ракетный комплекс с твердотопливной неуправляемой ракетой. Разработка ракеты велась НИИ-1 ГКОТ (головным учреждением), боевые машины (самоходные пусковые установки) С-121 и С-123А (индекс 2П16) на шасси ПТ-76 были разработаны ЦНИИ-58 под руководством В. Г. Грабина. Транспортно-заряжающая машина (индекс 2П3) для комплекса «Марс» была разработана СКБ-221 и выпускалась заводом «Баррикады» (25 ед. выпущено в 1957—58 гг.).
Главный конструктор — Н. П. Мазуров. Дальность стрельбы — 7-18 км. Масса пусковой установки — 15 т, ракеты 3Р1 — 1,75 т. Ракета неуправляемая, наведение осуществлялось пусковой установкой. Пусковая установка — на базе танка ПТ-76. Максимальная скорость — 35 км/ч.

## История

### Предпосылки к созданию
Первые образцы ядерного оружия — авиабомбы, имели достаточно большие массогабаритные характеристики (от 3 м длиной, от 0,7 до 1,5 м в диаметре и массу в 4-5 т), поэтому их носителями являлись стратегические бомбардировщики. Стратегическая авиация 1950-х годов (в США: Б-29 и Б-36, в СССР: Ту-4) для нанесения ядерных ударов по передовым позициям войск противника на театре военных действий не подходила, так как решала иные задачи. Прогресс середины 1950-х годов в конструкции ядерных зарядов и их технических характеристиках привёл к росту мощности ядерных боеприпасов при одновременном уменьшении их диаметров и масс, что позволило значительно расширить возможности использования ядерных боеприпасов в различных средствах доставки. В частности, носителями ядерного оружия стали фронтовые бомбардировщики, но возможность их применения зависела от ряда факторов: времени суток, погодных условий, насыщенности ПВО противника, кроме того, время реакции от подачи заявки до нанесения удара у фронтовой авиации было весьма велико. В этих условиях, было целесообразно предоставить подразделениям сухопутных войск собственные средства доставки ЯБП. В 1950-е годы в качестве таких средств доставки ЯБП могли рассматриваться классические артиллерийские орудия, безоткатные орудия и неуправляемые тактические ракеты. В США работы велись по всем трем направлениям, также, но с некоторым отставанием, поступили и в СССР.
Имевшиеся в распоряжении стран технологии создания ядерного оружия не позволяли создать достаточно компактный боеприпас, поэтому разработанные образцы атомной артиллерии: американская 280-мм пушка Т—131 и советские 406-мм нарезная пушка СМ-54 (2АЗ) и 420-мм гладкоствольный миномет СМ-58 (2Б1) получились слишком тяжёлыми (от 55 тонн у 2А3, до 75,5 тонн у T-131) и неповоротливыми, не проходили по мостам, не вписывались в повороты городских и сельских улиц, требовали много времени на подготовку к стрельбе и т. д.
Как в США, так и в СССР, альтернативой слишком тяжёлым артиллерийским орудиям стали неуправляемые тактические ракеты — носители ядерных боеприпасов. Основные причины этого:
- Существовавшие в 50-60-х годах инерциальные системы управления при стрельбе на дистанции порядка 30 км (дальность артиллерийского выстрела) обеспечивали среднее вероятное отклонение не лучше 500—1000 метров, что было вполне соизмеримо с точностью стрельбы неуправляемыми ракетами.
- Применение радиокоррекции было нежелательно, поскольку ракета становилась уязвимой для действия помех, а кроме того, для реализации радиокоррекции были необходимы воздушный или наземный пост наведения.
- Системы самонаведения для морских и воздушных целей в начале 50-х годов ещё только создавались, а для наземных целей даже и не проектировались.